# Acontia achatina
Acontia achatina is een vlinder van de familie van de uilen (Noctuidae). De wetenschappelijke naam van deze soort is voor het eerst voorgesteld als Thyatira achatina door Gustav Weymer in een publicatie uit 1896.

## Verspreiding
De soort komt voor in Congo-Kinshasa, Ethiopië, Kenia, Tanzania, Zambia, Malawi, Mozambique, Botswana, Zimbabwe en Zuid-Afrika.

## Waardplanten
De rups leeft op soorten van de kaasjeskruidfamilie (Malvaceae) waaronder Azanza sp., Gossypioides kirkii, Thespesia garckeana, Gossypium herbaceum (ondersoort africanum) en Senegalia nilotica van de vlinderbloemenfamilie (Fabaceae)..